# Беркхольц, Александра фон
Александра фон Беркхольц (нем. Alexandra von Berckholtz; 26 августа 1821[…], Рига — 16 марта 1899[…], Мюнхен[…]) — немецко-балтийская художница, которая в основном создавала портреты и натюрморты.

## Биография
В 1825 году её семья эмигрировала из Риги и поселилась в Бадене после пяти лет путешествий по Европе. Беркхольц продолжала расти в Карлсруэ в замке Ортенберг близ Оффенбурга, который её отец, барон Габриэль Леонхард фон Беркхольц (1781—1863) выкупил. Реконструкцией замка занимался Фридрих Айзенлор с 1833 по 1843 год.
Она получила художественное образование у Луи Вагнера в Карлсруэ в 1841 году, у Жозефа Николя Робер-Флёри в Париже в 1848 году и у придворного художника Гогенцоллернов Рихарда Лаухерта в Карлсруэ в 1854 году. В 1854 году он также изобразил Александру фон Беркхольц на крупноформатной коленкоровой картине, где его ученица сидит перед пейзажем с блокнотом для рисования. Вероятно, она также была ученицей Франца Ксавера Винтерхальтера, Людвига де Кудреса и Ганса Канона. Беркхольц устроила студию в башне замка Ортенберг, так называемой «башне художницы».
В 1865 году она отправилась в Мюнхен, где на неё оказали влияние Франц фон Ленбах, представители школы Пилоти, такие как Александр фон Лизен-Майер, художница цветов Тереза Хегг и художник натюрмортов Адам Курц. В основном она рисовала представительных личностей общества, а также членов семьи, делая акцент на портретах дам. Кроме того, она писала натюрморты маслом и темперой, а также многочисленные пастели и акварели. В 1880 году она подарила витражную картину «Христос на кресте» церкви Святого Петра в Риге.

## Работы

### Портреты
- Портрет Мелани фон Кампенхаузен (1815—1901), акварель 1844 г.
- Портрет баронессы Амалии фон Брюк, р. баронесса фон Роттенхофф (1825—1878), 1846 г.
- Портрет Барбары фон Беркгольц, р. Шредер (1785—1859), мать художника, около 1850 г.
- Портрет графини Йоханны фон Энценберг (1822—1904), урожденной фон Майделл, 1854 г.
- Портрет Элизабет фон Оффенсандт, урожденной фон Беркгольц (1814—1892), сестры художника, 1860 г.
- Портрет Луизы фон Шкопп (1851—1944), 11 лет (ок. 1862 г.): 2 фотографии.
- Портрет художника Федора Дица, 1863 г.
- Портрет Александры фон Оффенсандт (1840—1921), племянницы художника, 1864 г.
- Портрет Шарлотты фон Коцебу, урожденной фон Темпель (1808—1889)
- Портрет Марии Шеффель (1829—1857), сестры поэта Йозефа Виктора фон Шеффеля .
- Портрет лингвиста Карла Филиппа Рейффа
- Портрет Софи Фрайфрау фон Мольтке, урожденной фон Беркгольц (1810—1878), сестры художницы, 1866 г.
- Портрет Флоренс Осборн; Выставлялся: Мюнхен, Международная художественная выставка 1869 г. (каталог I. Международной художественной выставки в Королевском стеклянном дворце в Мюнхене, C. Wolf & Sohn, Мюнхен, 1869 г., № 981)
- Портрет Александры фон Бодман, урожденной фон Оффенсандт-Беркгольц (1840—1921), жены Иоганна Фердинанда фон унд цу Бодман.
- Портрет графини Марии фон Мой де Сон, р. баронесса Аретин (1836—1904)
- Портрет Берты фон Шильхер
- Портрет баронессы фон Тройберг
- Портрет Фрайфрау фон Тизенхаузен, жены художника-мариниста Фрайхерра Пауля фон Тизенхаузена

### Натюрморты
- Натюрморт; экспонируется: Мюнхен, Международная юбилейная выставка 1888 (Иллюстрированный каталог III. Международная художественная выставка (Мюнхенская юбилейная выставка) в Королевском стеклянном дворце в Мюнхене 1888 г., Издательство по искусству и науке, Мюнхен 1888 г. № 609).
- Красные анемоны: экспонируется: Мюнхенская ежегодная выставка произведений искусства всех народов в королевской. Glaspalaste 1889 (Иллюстрированный каталог Bruckmannsche Buchdruckerei, Мюнхен, 1889 г., № 77).
- Желтые розы; экспонируется: Мюнхенская ежегодная выставка произведений искусства всех народов в королевской. Glaspalaste 1890 (Иллюстрированный каталог, Франц Ганфштенгль, Мюнхен, 1890 г.), № 97b).
- Цветы/фасоль; экспонируется: Мюнхенская ежегодная выставка произведений искусства всех народов в королевской. Glaspalaste 1891 г. (иллюстрированный каталог, Франц Ганфштенгль, Мюнхен, 1891 г., № 106a, b.
- Фруктовый натюрморт; экспонируется: Мюнхенская ежегодная выставка произведений искусства всех народов в Kgl. Стеклопаласт (иллюстрированный каталог, Франц Ганфштенгль, Мюнхен, 1893 г., № 100).
- Гранаты; экспонируется: Мюнхенская ежегодная выставка произведений искусства всех народов в Kgl. Glaspalaste 1894 (иллюстрированный каталог, Франц Ханфштенгль, Мюнхен, 1894 г.), № 64).
- Гранаты/японские анемоны; Экспонируется: Большая Берлинская художественная выставка 1895 г., № 102, 103.
- Пион/персики и виноград/слива; Экспонируется: Большая Берлинская художественная выставка 1897 г. (Каталог, Рудольф Шустер, Берлин, 1897 г., № 137, 138, 139)